# Ta' Dbieġi
Ta' Dbieġi är en kulle i republiken Malta. Den ligger i kommunen Ta’ Kerċem, i den nordvästra delen av landet. Toppen på Ta' Dbieġi är 177 meter över havet. Ta' Dbieġi ligger på ön Gozo.
Den högsta punkten i närheten är 186 meter över havet, 1,0 kilometer nordost om Ta' Dbieġi. Närmaste större samhälle är Santa Luċija, 1,1 kilometer söder om Ta' Dbieġi. 
Trakten runt Ta' Dbieġi består till största delen av buskskog och jordbruksmark.